# Pteropus scapulatus
O Pteropus scapulatus é um morcego da família Pteropodidae nativo do norte e leste da Austrália. A espécie pesa cerca de meio quilo e é a menor do gênero Pteropus no continente australiano. O P. scapulatus vive tanto na costa quanto em áreas mais interiores, acampando e voando para regiões tropicais a temperadas que oferecem uma fonte anual de néctar. Durante períodos secos, exibe um método peculiar de obter água potável, deslizando pela superfície de riachos para coletá-la no pelo enquanto voa.

## Taxonomia
A primeira descrição foi publicada por Wilhelm Peters em 1862, como uma "nova espécie de flederhund de Nova Holanda". O espécime-tipo foi coletado na Península do Cabo York. Essa população dá nome ao "grupo de espécies scapulatus", conforme reconhecido por autores no final do século XX.
O Pteropus scapulatus é bem conhecido e chamado por diversos nomes em inglês, como "collared flying-fox", "fruit-bat", "reddish fruit-bat" e "little reds".

## Descrição
Mamífero voador da família Pteropodidae, é um morcego frugívoro com cabeça simples semelhante à de um cão, frequentemente visto empoleirado em grandes grupos bem próximos. A ausência característica de cauda o distingue de outros morcegos na Austrália. A asa é esticada com um antebraço medindo de 120 a 150 mm de comprimento, e o corpo, incluindo a cabeça, tem entre 125 e 200 mm. O comprimento da orelha, da ponta à base, varia de 29 a 40 mm, sendo bastante proeminente para um "morcego-raposa" australiano. O peso varia de 300 a 600 gramas, com uma média de 450 gramas.
A pelagem é marrom-avermelhada, com pelos curtos cobrindo a maior parte do corpo e mais esparsos na parte inferior das pernas. Na cabeça, o pelo varia de cinza-escuro a claro. Pelos branco-cremosos podem aparecer nos ombros, ou um trecho amarelo-pálido entre eles. O patágio da asa é marrom-claro e ligeiramente translúcido durante o voo.
O Pteropus scapulatus emite um som abrupto tipo "yap", acompanhado de guinchos, chiados e ruídos agudos variados. Assemelha-se a outras espécies australianas, mas as pernas sem pelos, a pelagem avermelhada e as asas quase transparentes o diferenciam do Pteropus poliocephalus [en] e do maior Pteropus alecto [en]. É muito semelhante ao Pteropus macrotis [en], encontrado na Ilha Boigu [en] e ao norte.

## Comportamento
Com a maior distribuição entre as espécies do gênero, alcançando áreas mais interiores que outras da família, o Pteropus scapulatus também se desloca amplamente para garantir comida. Sua principal fonte alimentar vem das flores de Eucalyptus e Corymbia. A dieta inclui néctar e pólen desses eucaliptos, sendo essencial para sua polinização; os períodos irregulares de floração levam os acampamentos a buscar novas áreas. O néctar de espécies de Melaleuca também é apreciado, e eles são atraídos por árvores frutíferas nativas e cultivadas. Os acampamentos podem reunir dezenas de milhares de indivíduos, com registros de colônias ultrapassando cem mil. Diferente de outros "morcegos-raposa" continentais, essa espécie dá à luz entre abril e maio, seis meses depois, possivelmente para evitar expor recém-nascidos ao calor intenso do verão australiano norte.
Os acampamentos populosos e visíveis atraem predadores maiores, terrestres e aéreos. A águia-marinha Haliaeetus leucogaster captura esses morcegos em voo ao deixarem os poleiros. A cobra Morelia spilota é frequentemente vista como residente nos acampamentos, escolhendo um indivíduo do grupo aparentemente despreocupado em um galho, agarrando-o com as mandíbulas, envolvendo-o com o corpo e engolindo-o de cabeça para digeri-lo ao longo da semana seguinte. O clima árido em partes da distribuição leva a espécie a buscar água no final da tarde, atraindo crocodilos como Crocodylus johnstoni, comuns no Top End e norte do continente. Um especial do National Geographic (World’s Weirdest: Flying Foxes) documenta que o Pteropus scapulatus desliza sobre a superfície dos rios ficando ao alcance de crocodilos que saltam. Esses "freshies", como são chamados localmente, também se posicionam sob poleiros salientes, batendo na margem para causar pânico e colisões aéreas. A espécie é nadadora rápida e habilidosa, provavelmente uma vantagem para sobreviver e escapar da água.
Acampamentos maiores se formam durante a reprodução, de outubro a novembro, reduzindo-se com a proximidade do parto, entre março e abril. As fêmeas formam colônias maternais separadas à medida que a gestação avança, podendo se juntar a outras espécies de Pteropus em seus poleiros; os nascimentos ocorrem entre abril e maio após a dispersão do grupo maior. Quando o acampamento se reúne mais tarde, os filhotes formam seus próprios poleiros, unindo-se ao grupo reprodutivo na próxima temporada, quando atingem a maturidade sexual.
Os locais de poleiro geralmente têm um sub-bosque úmido que proporciona um microclima temperado. Os morcegos buscam se empoleirar juntos, e seu peso combinado pode quebrar galhos ao se juntarem em uma árvore. São suscetíveis à insolação, e muitos morrem quando poleiros adequados estão indisponíveis. Perturbações humanas em acampamentos durante climas quentes podem causar a morte de milhares.

## Distribuição e habitat
O Pteropus scapulatus tem uma ampla distribuição no norte e leste da Austrália, ocupando regiões costeiras e subcosteiras. Seu limite oeste abrange áreas costeiras do noroeste da Austrália, até a Baía Shark, passando por zonas tropicais e subtropicais do norte e leste até Nova Gales do Sul e Victoria, sendo ocasionalmente encontrado no sudeste da Austrália Meridional. Sua presença na Nova Zelândia é considerada acidental. A distribuição dos membros australianos da família Pteropodidae é limitada por áreas de menor pluviosidade e clima mais temperado, estando ausente do sul e oeste do continente.
Os acampamentos ficam próximos a riachos, de onde saem à noite para forragear em bosques e florestas de regiões temperadas a tropicais.
Uma colônia conhecida existe nas Piscinas Termais de Mataranka [en], uma atração onde sua presença foi desencorajada devido ao odor dos acampamentos. As colônias de P. scapulatus são reconhecidas como importantes para a ecologia dos bosques, sendo polinizadores-chave de árvores que fornecem néctar à noite. Os eucaliptos e outras árvores das zonas ribeirinhas da Bacia Murray-Darling são visitados em temporadas produtivas. No verão austral, colônias se juntam a diversas espécies de morcegos na paisagem urbana de Brisbane para se alimentar das flores de Corymbia intermedia [en]. Ao longo do rio Brisbane [en], compartilham poleiros com o P. poliocephalus, destacando-se o Parque de Conservação da Ilha Indooroopilly [en], um antigo acampamento cujos ocupantes são vistos voando após o anoitecer. Também ocupam uma colônia bem estabelecida em Ipswich [en], Queensland, perto da capital do estado.

## Percepção pública

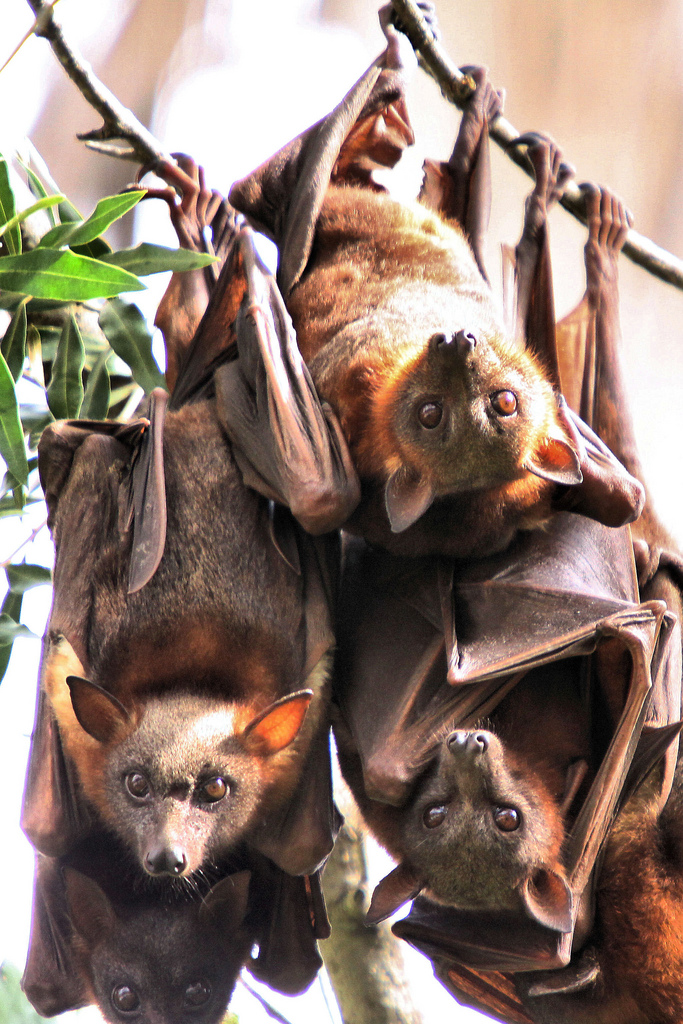
Pendurados em grupo unido.

Essa espécie de "morcego-raposa" se pendura de maneira diferente das outras espécies continentais. Enquanto as maiores tendem a se espaçar a um braço de distância, eles se aglomeram, podendo formar grupos de 20 ou mais em um único galho. Assim, estão associados a danos significativos à copa e aos galhos nos acampamentos onde residem. Frequentemente aparecem em grandes números (20 mil ou mais), e a área de um acampamento pode se expandir rapidamente por semanas ou meses. Seus números elevados e os danos causados os tornam pouco populares.
A presença de árvores frutíferas cultivadas pode atrair grandes grupos se os alimentos habituais escassearem, causando danos a frutas e árvores, o que os leva a serem vistos como pragas por fruticultores. A percepção pública negativa se intensificou com a descoberta de três vírus zoonóticos potencialmente fatais para humanos: vírus Hendra [en], lyssavirus do morcego australiano [en] (ABLV) e vírus Menangle pararubulavirus [en]. Há poucos registros de mortes humanas por interação com morcegos, limitados a raros casos fatais de ABLV, e seus parasitas não encontram humanos como hospedeiros adequados.

## Conservação

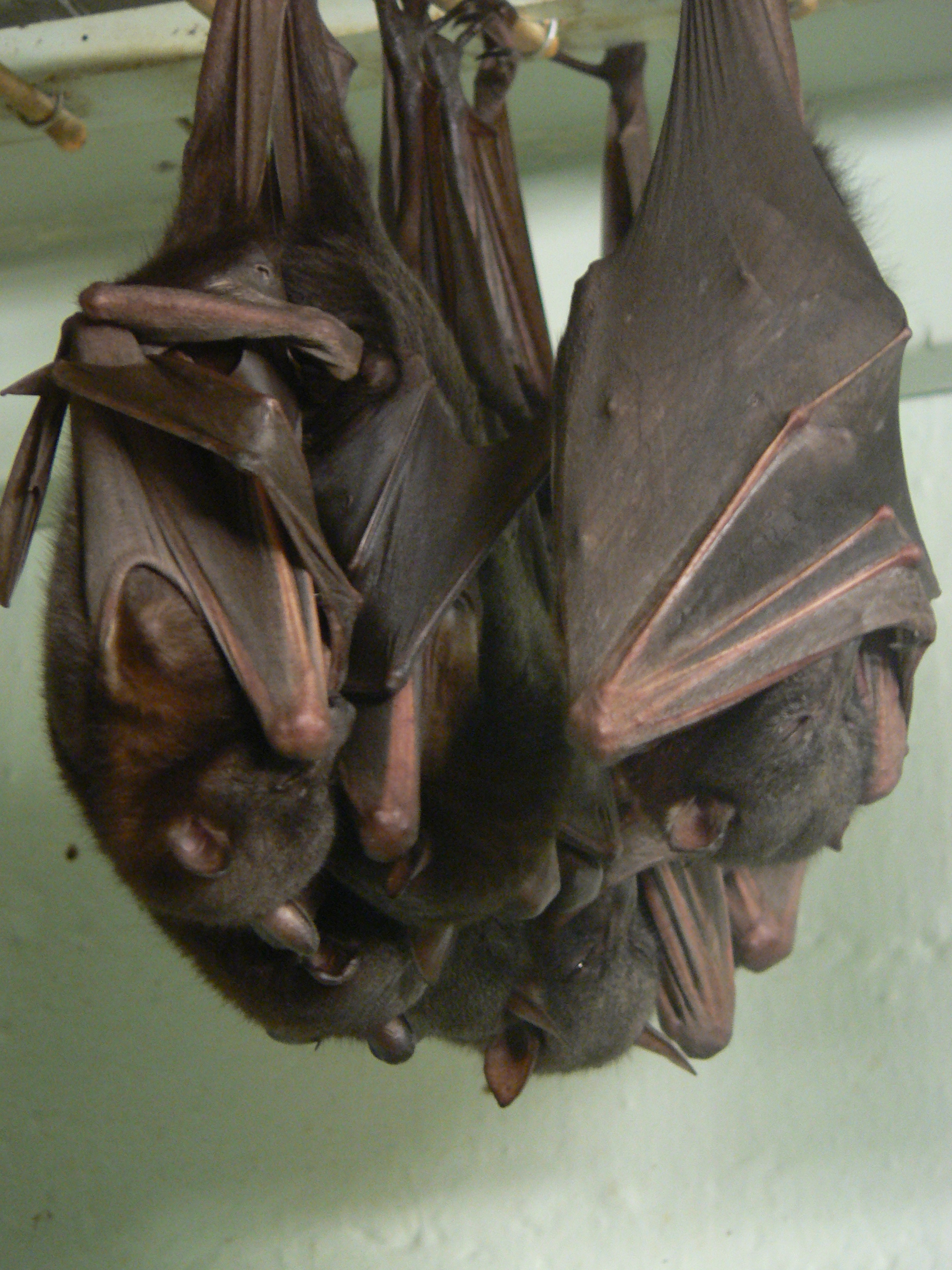
Em cativeiro, empoleirados juntos no en.

Nômades e difíceis de rastrear, pois evitam áreas urbanas, não há método preciso atual para estimar a população e determinar se está estável ou em declínio. A espécie provavelmente é afetada pelos mesmos fatores que ameaçam o Pteropus poliocephalus e o Pteropus conspicillatus, como a destruição de áreas de forrageamento e habitats de poleiro.
Uma nova ponte perto de Noosa Heads [en] causou colisões fatais com veículos ao ser sobrevoada por indivíduos saindo de um poleiro próximo; uma placa na Ponte Monks, com a imagem do morcego, reduziu os incidentes.